# Boys Planet
Boys Planet (coréen : 보이즈 플래닛) est une émission de téléréalité sud-coréenne diffusée du 2 février au 20 avril 2023 sur Mnet. Ce concours musical réunit 98 candidats et aboutit à la création du groupe de K-pop Zerobaseone.

## Membres de l'émission
Liste des artistes membres de l'émission :
- Vocal Masters : 
  - Lee Seok-hoon (이석훈)
  - Lim Han-byul (임한별)
  - Solji (솔지)

- Dance Masters :
  - Back Koo-young (백구영)
  - Choi Young-joon (최영준)
  - Lip J (립제이)

- Rap Masters : 
  - pH-1 (피에이치원)
  - Lil Boi (릴보이) (épisodes 3-4)
  - Bobby (바비) (épisodes 6-7)

- Star Masters : 
  - Hwang Min-hyun (황민현) (épisodes 1, 3-4, 12)
  - Sunmi (선미) (épisode 2)
  - Yeo Jin-goo (여진구) (épisode 5)
  - Lee Min-hyuk (이민혁) (épisodes 6-8)
  - Key (키) (épisodes 8-10)
  - Jo Kwon (조권) (épisode 10)
  - Jeon So-mi (전소미) (épisode 11)
  - Kim Jae-hwan (김재환) (épisode 11)

## Participants
Le profil des 98 participants est officiellement dévoilé le 29 décembre 2022. Durant l'émission, les participants sont divisés en deux groupes : le « K-group » qui rassemble les 49 candidats sud-coréens et le « G-group » qui rassemble les 49 candidats étrangers. Ces derniers sont originaires du Canada, de Chine, des États-Unis, du Japon, de Taïwan, de Thaïlande et du Vietnam.
| K-Group ( Corée du Sud )                                                 | K-Group ( Corée du Sud )        | K-Group ( Corée du Sud )            | K-Group ( Corée du Sud )         | K-Group ( Corée du Sud )                 |
| ------------------------------------------------------------------------ | ------------------------------- | ----------------------------------- | -------------------------------- | ---------------------------------------- |
| Sung Han-bin (성한빈)                                                    | Park Gun-wook (박건욱)          | Kim Tae-rae (김태래)                | Kim Gyu-vin (김규빈)             | Kim Ji-woong (김지웅)                    |
| Han Yu-jin (한유진)                                                      | Park Han-bin (박한빈)           | Lee Hoe-taek (이회택)               | Kum Jun-hyeon (금준현)           | Lee Jeong-hyeon (이정현)                 |
| Yoo Seung-eon (유승언)                                                   | Yoon Jong-woo (윤종우)          | Cha Woong-ki (차웅기)               | Lee Seung-hwan (이승환)          | Seo Won (서원)                           |
| Mun Jung-hyun (문정현)                                                   | Park Ji-hoo (박지후)            | Oh Sung-min (오성민)                | Lee Ye-dam (이예담)              | Jung Min-gyu (정민규)                    |
| Lim Jun-seo (임준서)                                                     | Ji Yun-seo (지윤서)             | Lee Dong-yeol (이동열)              | Park Do-ha (박도하)              | Lee Da-eul (이다을)                      |
| Park Hyun-been (박현빈)                                                  | Jeong I-chan (정이찬)           | Choi Woo-jin (최우진)               | Lee Dong-gun (이동건)            | Lee Hwan-hee (이환희)                    |
| Choi Ji-ho (최지호)                                                      | Choi Seung-hoon (최승훈)        | Kim Min-seoung (김민성)             | Han Seo-bin (한서빈)             | Park Min-seok (박민석)                   |
| Jang Yeo-jun (장여준)                                                    | Jang Ji-ho (장지호)             | Jung Ho-jin (정호진)                | Jeon Woo-seok (전우석)           | Park Gwan-young (박관영)                 |
| Jeon Ho-young (전호영)                                                   | Jung Se-yun (정세윤)            | Kim Min-hyuk (김민혁)               | Hong Keon-hee (홍건희)           | Han Yu-seop (한유섭)                     |
| Jang Min-seo (장민서)                                                    | Jung Hwan-rok (정환록)          | Yeom Tae-gyun (염태균)              | Jo Eun-woo (조은우)              |                                          |
| G-Group ( Canada, Chine, États-Unis, Japon, Taïwan, Thaïlande, Vietnam ) |                                 |                                     |                                  |                                          |
| Zhang Hao (章昊 / 장하오)                                                | Seok Matthew (석매튜)           | Ricky (沈泉锐 / 리키)               | Jay (제이)                       | Keita (佳汰 / 케이타)                    |
| Na Kamden (나캠든)                                                       | Wang Zihao (王子浩 / 왕즈하오)  | Hiroto (大翔 / 히로토)              | Haruto (晴翔 / 하루토)           | Chen Kuanjui (陳冠叡 / 천관루이)         |
| Ollie (奥利 / 올리)                                                      | Takuto (拓斗 / 타쿠토)          | Zhang Shuaibo (张帅博 / 장슈아이보) | Ma Jingxiang (马靖翔 / 마징시앙) | Cai Jinxin (蔡锦昕 / 차이진신)           |
| Anthonny (アントニー / 안토니)                                           | Wumuti (أمۇت / 吾木提 / 우무티) | Brian (何廷威 / 브라이언)           | Chen Jianyu (陈建宇 / 천지안위)  | Dang Hong Hai (Đặng Hồng Hải / 당홍하이) |
| Cong (Công / 콩)                                                         | Krystian (王南钧 / 크리스티안)  | Yuki (由暉 / 유키)                  | Xuan Hao (宣淏 / 슈안하오)       | Wen Yechen (文邺辰 / 웬예천)             |
| Min (มิน / 민)                                                            | Yutaka (豊 / 유타카)            | Haru (暖琉 / 하루)                  | Chen Renyou (陳任佑 / 천런유)    | Chen Liang (陈梁 / 천량)                 |
| Ouju (桜樹 / 오쥬)                                                       | Yang Jun (杨钧 / 양쥔)          | Ichika (一翔 / 이치카)              | Wang Yanhong (王颜宏 / 왕얀홍)   | Nice (ไนซ์ / 나이스)                      |
| Dong Dong (东东 / 동동)                                                  | Winnie (วินนี่ / 위니)             | Qiu Shengyang (邱勝揚 / 치우성양)   | Chen Yugeng (陈誉庚 / 천위겅)    | Osuke (央修 / 오스케)                    |
| Hyo (飛燿 / 효)                                                          | Kei (敬 / 케이)                 | Itsuki (樹 / 이츠키)                | Toui (透唯 / 토우이)             | Yuto (佑都 / 유토)                       |
| Riku (陸 / 리쿠)                                                         | Lin Shiyuan (林士元 / 린스위안) | Feng Junlan (冯俊岚 / 펑쥔란)       | Tao Yuan (陶源 / 타오위안)       |                                          |

Avant de participer à l'émission, plusieurs candidats possèdent de l'expérience dans l'industrie du divertissement en Corée du Sud ou à l'étranger. Parmi eux, certains ont déjà connu la célébrité en tant qu'idole de K-pop.

## Classement

### Résultats du premier vote
Lors de l'épisode 5 diffusé le 2 mars 2023, Yeo Jin-goo annonce les résultats du premier vote qui s'est tenu du 2 au 24 février 2023. Les « Star Creators » ont pu voter chaque jour pour neuf candidats de leur choix, indépendamment de leur appartenance au « K-Group » ou au « G-Group ». Un total de 52 434 522 votes, provenant de 176 pays, ont été enregistrés. 
Le classement présenté se base sur le total individuel de points recueillis par chaque candidat, et seuls les 52 participants ayant réuni le plus de points sont qualifiés pour la suite de la compétition .
| #  | Candidat        | Groupe | Progression | Points    | Bénéfice | Votes     | Votes          |
| #  | Candidat        | Groupe | Progression | Points    | Bénéfice | Coréens   | Internationaux |
| -- | --------------- | ------ | ----------- | --------- | -------- | --------- | -------------- |
| 1  | Sung Han-bin    | K      | →           | 8 343 418 | +110 000 | 1 043 564 | 2 818 836      |
| 2  | Seok Matthew    | G      | ↑ 3         | 6 983 610 | +100 000 | 838 865   | 2 470 738      |
| 3  | Kim Ji-woong    | K      | →           | 6 944 462 | +110 000 | 848 515   | 2 400 044      |
| 4  | Han Yu-jin      | K      | ↓ 2         | 6 757 634 | +110 000 | 924 664   | 1 997 419      |
| 5  | Zhang Hao       | G      | ↑ 2         | 5 636 185 | +100 000 | 594 480   | 2 259 107      |
| 6  | Kim Gyu-vin     | K      | ↓ 2         | 5 511 180 | +110 000 | 783 359   | 1 514 108      |
| 7  | Lee Hoe-taek    | K      | ↓ 1         | 4 469 324 | +110 000 | 478 834   | 1 742 488      |
| 8  | Keita           | G      | ↑ 6         | 4 107 663 | +100 000 | 311 495   | 2 038 551      |
| 9  | Jay             | G      | ↓ 1         | 4 081 057 | —        | 343 093   | 1 988 046      |
| 10 | Park Gun-wook   | K      | →           | 3 728 699 | +10 000  | 424 712   | 1 431 312      |
| 11 | Kim Tae-rae     | K      | ↑ 1         | 3 514 786 | +110 000 | 572 660   | 686 987        |
| 12 | Ricky           | G      | ↑ 1         | 2 122 327 | —        | 121 057   | 1 228 473      |
| 13 | Lee Da-eul      | K      | ↓ 4         | 2 103 468 | +110 000 | 268 805   | 627 749        |
| 14 | Kum Jun-hyeon   | K      | ↑ 17        | 1 896 096 | +110 000 | 260 720   | 495 016        |
| 15 | Takuto          | G      | ↑ 4         | 1 882 600 | —        | 223 223   | 696 749        |
| 16 | Haruto          | G      | ↑ 4         | 1 764 148 | —        | 89 646    | 1 058 396      |
| 17 | Yoo Seung-eon   | K      | ↑ 9         | 1 689 228 | +110 000 | 256 031   | 348 099        |
| 18 | Seo Won         | K      | ↑ 4         | 1 664 080 | +110 000 | 181 959   | 583 003        |
| 19 | Anthonny        | G      | ↓ 8         | 1 604 766 | —        | 69 905    | 1 002 268      |
| 20 | Lee Seung-hwan  | K      | ↓ 4         | 1 569 664 | +110 000 | 137 004   | 662 583        |
| 21 | Hiroto          | G      | ↓ 6         | 1 381 864 | —        | 95 458    | 743 432        |
| 22 | Park Han-bin    | K      | ↑ 14        | 1 327 899 | +110 000 | 151 471   | 426 785        |
| 23 | Mun Jung-hyun   | K      | ↑ 12        | 1 145 501 | +110 000 | 173 899   | 209 832        |
| 24 | Park Do-ha      | K      | ↑ 1         | 1 140 151 | +110 000 | 120 784   | 385 881        |
| 25 | Cha Woong-ki    | K      | ↓ 8         | 1 137 561 | +110 000 | 136 790   | 329 584        |
| 26 | Chen Kuanjui    | G      | ↑ 4         | 1 059 856 | +100 000 | 50 877    | 538 204        |
| 27 | Jung Min-gyu    | K      | ↑ 12        | 1 054 053 | +110 000 | 153 454   | 208 559        |
| 28 | Ollie           | G      | ↓ 10        | 1 050 683 | —        | 57 483    | 616 473        |
| 29 | Wang Zihao      | G      | ↑ 9         | 1 039 147 | +100 000 | 31 866    | 617 231        |
| 30 | Lim Jun-seo     | K      | ↓ 9         | 1 016 985 | +110 000 | 154 069   | 174 791        |
| 31 | Na Kamden       | G      | ↑ 6         | 962 611   | —        | 135 650   | 283 288        |
| 32 | Ma Jingxiang    | G      | ↓ 5         | 843 660   | —        | 118 148   | 250 791        |
| 33 | Dang Hong Hai   | G      | ↓ 4         | 781 564   | —        | 55 615    | 414 962        |
| 34 | Oh Sung-min     | K      | ↓ 10        | 760 796   | +110 000 | 96 616    | 174 879        |
| 35 | Cong            | G      | ↑ 13        | 754 636   | —        | 67 052    | 355 367        |
| 36 | Zhang Shuaibo   | G      | ↓ 4         | 732 400   | —        | 100 017   | 226 367        |
| 37 | Krystian        | G      | ↓ 14        | 713 399   | —        | 18 023    | 489 839        |
| 38 | Yoon Jong-woo   | K      | ↑ 29        | 692 766   | +110 000 | 72 487    | 204 190        |
| 39 | Lee Jeong-hyeon | K      | ↑ 4         | 676 361   | +110 000 | 84 968    | 149 181        |
| 40 | Lee Dong-yeol   | K      | ↓ 7         | 664 047   | +110 000 | 66 411    | 202 621        |
| 41 | Brian           | G      | ↓ 13        | 634 033   | —        | 91 794    | 178 290        |
| 42 | Lee Ye-dam      | K      | ↑ 5         | 632 536   | +110 000 | 54 356    | 219 178        |
| 43 | Wumuti          | G      | ↑ 8         | 521 445   | —        | 23 170    | 324 127        |
| 44 | Park Ji-hoo     | K      | ↑ 5         | 516 507   | +110 000 | 66 861    | 87 145         |
| 45 | Chen Jianyu     | G      | ↓ 11        | 508 693   | —        | 47 722    | 230 991        |
| 46 | Lee Hwan-hee    | K      | ↓ 4         | 507 947   | +10 000  | 63 688    | 168 531        |
| 47 | Ji Yun-seo      | K      | ↑ 6         | 428 248   | +110 000 | 49 239    | 78 759         |
| 48 | Lee Dong-gun    | K      | ↓ 4         | 387 236   | +110 000 | 13 200    | 169 339        |
| 49 | Park Hyun-been  | K      | ↑ 1         | 376 700   | +110 000 | 39 237    | 72 877         |
| 50 | Cai Jinxin      | G      | ↓ 5         | 374 970   | —        | 61 109    | 82 301         |
| 51 | Choi Woo-jin    | K      | ↓ 5         | 368 077   | +110 000 | 20 040    | 100 778        |
| 52 | Jeong I-chan    | K      | ↑ 3         | 345 335   | +110 000 | 11 527    | 142 653        |
| 53 | Yuki            | G      | ↓ 13        | 341 689   | —        | 40 511    | 126 471        |
| 54 | Xuan Hao        | G      | ↓ 13        | 336 550   | —        | 23 549    | 180 042        |
| 55 | Choi Ji-ho      | K      | ↑ 3         | —         | +110 000 | —         | —              |
| 56 | Wen Yechen      | G      | ↑ 1         | —         | —        | —         | —              |
| 57 | Choi Seung-hoon | K      | ↓ 5         | —         | +110 000 | —         | —              |
| 58 | Kim Min-seoung  | K      | ↑ 21        | —         | +110 000 | —         | —              |
| 59 | Min             | G      | ↑ 6         | —         | +100 000 | —         | —              |
| 60 | Han Seo-bin     | K      | ↑ 6         | —         | +110 000 | —         | —              |
| 61 | Park Min-seok   | K      | ↑ 23        | —         | +110 000 | —         | —              |
| 62 | Jang Yeo-jun    | K      | ↓ 2         | —         | +10 000  | —         | —              |
| 63 | Jang Ji-ho      | K      | ↑ 12        | —         | +110 000 | —         | —              |
| 64 | Yutaka          | G      | ↓ 10        | —         | —        | —         | —              |
| 65 | Jung Ho-jin     | K      | ↑ 3         | —         | +110 000 | —         | —              |
| 66 | Haru            | G      | ↓ 2         | —         | —        | —         | —              |
| 67 | Jeon Woo-seok   | K      | ↑ 5         | —         | +110 000 | —         | —              |
| 68 | Park Gwan-young | K      | ↑ 24        | —         | +110 000 | —         | —              |
| 69 | Chen Renyou     | G      | ↓ 13        | —         | —        | —         | —              |
| 70 | Chen Liang      | G      | ↓ 9         | —         | —        | —         | —              |
| 71 | Jeon Ho-young   | K      | ↑ 9         | —         | +110 000 | —         | —              |
| 72 | Ouju            | G      | ↑ 6         | —         | —        | —         | —              |
| 73 | Yang Jun        | G      | ↑ 1         | —         | —        | —         | —              |
| 74 | Jung Se-yun     | K      | ↑ 11        | —         | +110 000 | —         | —              |
| 75 | Ichika          | G      | ↓ 13        | —         | —        | —         | —              |
| 76 | Kim Min-hyuk    | K      | ↑ 6         | —         | +110 000 | —         | —              |
| 77 | Wang Yanhong    | G      | →           | —         | —        | —         | —              |
| 78 | Nice            | G      | ↓ 15        | —         | —        | —         | —              |
| 79 | Dong Dong       | G      | ↓ 20        | —         | —        | —         | —              |
| 80 | Winnie          | G      | ↓ 7         | —         | —        | —         | —              |
| 81 | Qiu Shengyang   | G      | ↓ 11        | —         | —        | —         | —              |
| 82 | Chen Yugeng     | G      | ↓ 6         | —         | —        | —         | —              |
| 83 | Osuke           | G      | ↓ 14        | —         | —        | —         | —              |
| 84 | Hong Keon-hee   | K      | ↑ 3         | —         | +10 000  | —         | —              |
| 85 | Han Yu-seop     | K      | ↓ 14        | —         | +10 000  | —         | —              |
| 86 | Hyo             | G      | ↑ 4         | —         | —        | —         | —              |
| 87 | Kei             | G      | ↓ 4         | —         | —        | —         | —              |
| 88 | Itsuki          | G      | ↓ 7         | —         | —        | —         | —              |
| 89 | Toui            | G      | ↑ 4         | —         | —        | —         | —              |
| 90 | Yuto            | G      | ↓ 4         | —         | —        | —         | —              |
| 91 | Riku            | G      | ↓ 3         | —         | —        | —         | —              |
| 92 | Lin Shiyuan     | G      | ↓ 1         | —         | —        | —         | —              |
| 93 | Feng Junlan     | G      | ↓ 4         | —         | —        | —         | —              |
| —  | Jang Min-seo    | K      | —           | —         | —        | —         | —              |
| —  | Jung Hwan-rok   | K      | —           | —         | —        | —         | —              |
| —  | Yeom Tae-gyun   | K      | —           | —         | —        | —         | —              |
| —  | Tao Yuan        | G      | —           | —         | —        | —         | —              |
| —  | Jo Eun-woo      | K      | —           | —         | —        | —         | —              |

### Résultats du second vote
Lors de l'épisode 8 diffusé le 23 mars 2023, Lee Min-hyuk annonce les résultats du second vote qui s'est tenu du 2 au 17 mars 2023. Les « Star Creators » ont pu voter chaque jour pour six candidats de leur choix, indépendamment de leur appartenance au « K-Group » ou au « G-Group ». Un total de 47 586 404 votes, provenant de 178 pays, ont été enregistrés.
Le classement présenté se base sur le total individuel de points recueillis par chaque candidat, et seuls les 28 participants ayant réuni le plus de points sont qualifiés pour la suite de la compétition .
| #  | Candidat        | Groupe | Progression | Points    | Bénéfice | Votes   | Votes          |
| #  | Candidat        | Groupe | Progression | Points    | Bénéfice | Coréens | Internationaux |
| -- | --------------- | ------ | ----------- | --------- | -------- | ------- | -------------- |
| 1  | Sung Han-bin    | K      | →           | 7 043 213 | +100 000 | 864 631 | 2 360 757      |
| 2  | Zhang Hao       | G      | ↑ 3         | 6 128 945 | +250 000 | 561 860 | 2 599 059      |
| 3  | Han Yu-jin      | K      | ↑ 1         | 6 045 275 | +100 000 | 789 745 | 1 847 342      |
| 4  | Seok Matthew    | G      | ↓ 2         | 5 812 430 | +100 000 | 529 478 | 2 583 500      |
| 5  | Kim Ji-woong    | K      | ↓ 2         | 5 751 211 | +100 000 | 686 209 | 1 983 266      |
| 6  | Kim Gyu-vin     | K      | →           | 5 088 364 | +250 000 | 694 761 | 1 319 888      |
| 7  | Kim Tae-rae     | K      | ↑ 4         | 4 790 626 | —        | 716 438 | 1 206 278      |
| 8  | Keita           | G      | →           | 4 254 415 | —        | 202 889 | 2 599 031      |
| 9  | Park Gun-wook   | K      | ↑ 1         | 3 228 542 | +100 000 | 338 834 | 1 242 684      |
| 10 | Kum Jun-hyeon   | K      | ↑ 4         | 3 070 589 | —        | 466 902 | 746 044        |
| 11 | Lee Hoe-taek    | K      | ↓ 4         | 3 055 925 | +100 000 | 328 217 | 1 145 640      |
| 12 | Jay             | G      | ↓ 3         | 2 872 951 | —        | 137 997 | 1 751 677      |
| 13 | Park Han-bin    | K      | ↑ 9         | 2 719 441 | +250 000 | 319 978 | 795 702        |
| 14 | Ricky           | G      | ↓ 2         | 2 616 791 | —        | 233 522 | 1 215 285      |
| 15 | Yoon Jong-woo   | K      | ↑ 23        | 2 259 317 | —        | 258 264 | 849 578        |
| 16 | Haruto          | G      | →           | 2 198 036 | —        | 77 203  | 1 440 154      |
| 17 | Yoo Seung-eon   | K      | →           | 1 941 578 | —        | 300 794 | 452 115        |
| 18 | Seo Won         | K      | →           | 1 624 641 | +100 000 | 160 965 | 620 298        |
| 19 | Wang Zihao      | G      | ↑ 10        | 1 600 605 | +100 000 | 36 624  | 1 039 895      |
| 20 | Na Kamden       | G      | ↑ 11        | 1 507 389 | +100 000 | 200 211 | 390 565        |
| 21 | Lee Seung-hwan  | K      | ↓ 1         | 1 470 722 | —        | 152 061 | 609 652        |
| 22 | Chen Kuanjui    | G      | ↑ 4         | 1 312 569 | —        | 80 491  | 738 761        |
| 23 | Zhang Shuaibo   | G      | ↑ 13        | 1 277 094 | —        | 199 937 | 290 028        |
| 24 | Lee Jeong-hyeon | K      | ↑ 15        | 1 185 270 | —        | 185 150 | 270 625        |
| 25 | Takuto          | G      | ↓ 10        | 1 175 739 | —        | 127 763 | 465 513        |
| 26 | Cha Woong-ki    | K      | ↓ 1         | 1 107 219 | —        | 126 418 | 416 876        |
| 27 | Ollie           | G      | ↑ 1         | 1 095 860 | —        | 61 620  | 636 467        |
| 28 | Hiroto          | G      | ↓ 7         | 1 077 299 | —        | 78 994  | 560 757        |
| 29 | Mun Jung-hyun   | K      | ↓ 6         | 1 016 789 | —        | 160 405 | 226 610        |
| 30 | Ma Jingxiang    | G      | ↑ 2         | 923 750   | —        | 147 348 | 200 162        |
| 31 | Cai Jinxin      | G      | ↑ 19        | —         | —        | —       | —              |
| 32 | Anthonny        | G      | ↓ 13        | —         | —        | —       | —              |
| 33 | Park Ji-hoo     | K      | ↑ 11        | —         | —        | —       | —              |
| 34 | Wumuti          | G      | ↑ 9         | —         | —        | —       | —              |
| 35 | Oh Sung-min     | K      | ↓ 1         | —         | —        | —       | —              |
| 36 | Lee Ye-dam      | K      | ↑ 6         | —         | +100 000 | —       | —              |
| 37 | Brian           | G      | ↑ 4         | —         | —        | —       | —              |
| 38 | Jung Min-gyu    | K      | ↓ 11        | —         | —        | —       | —              |
| 39 | Chen Jianyu     | G      | ↑ 6         | —         | —        | —       | —              |
| 40 | Lim Jun-seo     | K      | ↓ 10        | —         | —        | —       | —              |
| 41 | Ji Yun-seo      | K      | ↑ 6         | —         | —        | —       | —              |
| 42 | Dang Hong Hai   | G      | ↓ 9         | —         | —        | —       | —              |
| 43 | Cong            | G      | ↓ 8         | —         | —        | —       | —              |
| 44 | Lee Dong-yeol   | K      | ↓ 4         | —         | —        | —       | —              |
| 45 | Krystian        | G      | ↓ 8         | —         | —        | —       | —              |
| 46 | Park Do-ha      | K      | ↓ 22        | —         | —        | —       | —              |
| 47 | Lee Da-eul      | K      | ↓ 34        | —         | —        | —       | —              |
| 48 | Park Hyun-been  | K      | ↑ 1         | —         | —        | —       | —              |
| 49 | Jeong I-chan    | K      | ↑ 3         | —         | —        | —       | —              |
| 50 | Choi Woo-jin    | K      | ↑ 1         | —         | —        | —       | —              |
| 51 | Lee Dong-gun    | K      | ↓ 3         | —         | —        | —       | —              |
| —  | Lee Hwan-hee    | K      | —           | —         | —        | —       | —              |

### Résultats du troisième vote
Lors de l'épisode 11 diffusé le 13 avril 2023, Jeon So-mi annonce les résultats du troisième vote qui s'est tenu du 23 mars au 7 avril 2023. Les « Star Creators » ont pu voter chaque jour pour trois candidats de leur choix, indépendamment de leur appartenance au « K-Group » ou au « G-Group ». Un total de 31 750 293 votes, provenant de 182 pays, ont été enregistrés.
Le classement présenté se base sur le total individuel de points recueillis par chaque candidat, et seuls les 18 participants ayant réuni le plus de points sont qualifiés pour la finale .
| #  | Candidat        | Groupe | Progression | Points    | Bénéfice | Votes   | Votes          |
| #  | Candidat        | Groupe | Progression | Points    | Bénéfice | Coréens | Internationaux |
| -- | --------------- | ------ | ----------- | --------- | -------- | ------- | -------------- |
| 1  | Sung Han-bin    | K      | →           | 5 389 363 | —        | 641 077 | 1 748 576      |
| 2  | Zhang Hao       | G      | →           | 4 342 882 | +400 000 | 329 902 | 1 835 261      |
| 3  | Kim Ji-woong    | K      | ↑ 2         | 3 536 122 | —        | 385 631 | 1 287 173      |
| 4  | Kim Tae-rae     | K      | ↑ 3         | 3 519 583 | —        | 483 920 | 881 110        |
| 5  | Han Yu-jin      | K      | ↓ 2         | 3 501 402 | —        | 397 884 | 1 210 430      |
| 6  | Keita           | G      | ↑ 2         | 3 069 047 | —        | 94 012  | 2 079 095      |
| 7  | Kim Gyu-vin     | K      | ↓ 1         | 3 017 119 | —        | 407 240 | 785 674        |
| 8  | Ricky           | G      | ↑ 6         | 2 851 613 | +200 000 | 251 118 | 1 117 293      |
| 9  | Seok Matthew    | G      | ↓ 5         | 2 718 044 | —        | 207 736 | 1 343 815      |
| 10 | Lee Hoe-taek    | K      | ↑ 1         | 2 406 896 | —        | 263 565 | 871 805        |
| 11 | Park Han-bin    | K      | ↑ 2         | 2 365 604 | —        | 277 403 | 783 470        |
| 12 | Park Gun-wook   | K      | ↓ 3         | 2 329 809 | —        | 227 208 | 954 454        |
| 13 | Jay             | G      | ↓ 1         | 2 264 984 | +200 000 | 62 829  | 1 400 608      |
| 14 | Yoo Seung-eon   | K      | ↑ 3         | 2 242 196 | —        | 329 368 | 477 070        |
| 15 | Yoon Jong-woo   | K      | →           | 2 194 327 | —        | 211 875 | 908 368        |
| 16 | Kum Jun-hyeon   | K      | ↓ 6         | 2 187 613 | —        | 293 395 | 577 185        |
| 17 | Lee Jeong-hyeon | K      | ↑ 7         | 2 041 636 | +200 000 | 260 595 | 431 541        |
| 18 | Na Kamden       | G      | ↑ 2         | 2 022 976 | —        | 298 261 | 426 049        |
| 19 | Wang Zihao      | G      | →           | —         | —        | —       | —              |
| 20 | Cha Woong-ki    | K      | ↑ 6         | —         | —        | —       | —              |
| 21 | Hiroto          | G      | ↑ 7         | —         | —        | —       | —              |
| 22 | Haruto          | G      | ↓ 6         | —         | —        | —       | —              |
| 23 | Chen Kuanjui    | G      | ↓ 1         | —         | +200 000 | —       | —              |
| 24 | Lee Seung-hwan  | K      | ↓ 3         | —         | —        | —       | —              |
| 25 | Seo Won         | K      | ↓ 7         | —         | —        | —       | —              |
| 26 | Ollie           | G      | ↑ 1         | —         | —        | —       | —              |
| 27 | Takuto          | G      | ↓ 2         | —         | —        | —       | —              |
| 28 | Zhang Shuaibo   | G      | ↓ 5         | —         | —        | —       | —              |

### Résultats finaux
Lors de l'épisode 12 diffusé en direct le 20 avril 2023, Hwang Min-hyun annonce le nom des neuf candidats victorieux appelés à former le groupe Zerobaseone. Le vote s'est déroulé en deux temps. D'une part, un vote s'est tenu du 7 au 19 avril 2023. Les « Star Creators » ont pu voter chaque jour pour un seul candidat de leur choix, indépendamment de son appartenance au « K-Group » ou au « G-Group ». D'autre part, les « Star Creators » ont pu voté une dernière fois pour le candidat de leur choix lors de la diffusion en direct de la finale le 20 avril 2023, et chacun de ces votes a compté double. Un total de 9 398 916 votes, provenant de 184 pays, ont été enregistrés.
Le classement présenté se base sur le total individuel de points recueillis par chaque candidat, et seuls les 9 participants ayant réuni le plus de points sont sélectionnés pour constituer le nouveau boys band amené à guider la cinquième génération de la K-pop, Zerobaseone .
| #  | Candidat        | Groupe | Nationalité | Progression | Points    | Agence                  |
| -- | --------------- | ------ | ----------- | ----------- | --------- | ----------------------- |
| 1  | Zhang Hao       | G      | Chinois     | ↑ 1         | 1 998 154 | Yuehua Entertainment    |
| 2  | Sung Han-bin    | K      | Sud-coréen  | ↓ 1         | 1 888 414 | Studio GL1DE            |
| 3  | Seok Matthew    | G      | Canadien    | ↑ 6         | 1 702 174 | MNH Entertainment       |
| 4  | Ricky           | G      | Chinois     | ↑ 4         | 1 572 089 | Yuehua Entertainment    |
| 5  | Park Gun-wook   | K      | Sud-coréen  | ↑ 7         | 1 386 039 | Jellyfish Entertainment |
| 6  | Kim Tae-rae     | K      | Sud-coréen  | ↓ 2         | 1 349 595 | WakeOne                 |
| 7  | Kim Gyu-vin     | K      | Sud-coréen  | →           | 1 346 105 | Yuehua Entertainment    |
| 8  | Kim Ji-woong    | K      | Sud-coréen  | ↓ 5         | 1 338 984 | Nest Management         |
| 9  | Han Yu-jin      | K      | Sud-coréen  | ↓ 4         | 1 196 622 | Yuehua Entertainment    |
| 10 | Jay             | G      | Américain   | ↑ 3         | 1 080 505 | FM Entertainment        |
| 11 | Park Han-bin    | K      | Sud-coréen  | →           | 1 075 065 | WakeOne                 |
| 12 | Keita           | G      | Japonais    | ↓ 6         | 1 029 999 | Rain Company            |
| 13 | Lee Hoe-taek    | K      | Sud-coréen  | ↓ 3         | 935 254   | Cube Entertainment      |
| 14 | Kum Jun-hyeon   | K      | Sud-coréen  | ↑ 2         | 848 986   | Redstart ENM            |
| 15 | Lee Jeong-hyeon | K      | Sud-coréen  | ↑ 2         | 718 706   | WakeOne                 |
| 16 | Yoo Seung-eon   | K      | Sud-coréen  | ↓ 2         | 613 963   | Yuehua Entertainment    |
| 17 | Na Kamden       | G      | Américain   | ↑ 1         | 601 198   | FNC Entertainment       |
| 18 | Yoon Jong-woo   | K      | Sud-coréen  | ↓ 3         | 557 811   | —                       |

### Évolution du top 9
Tout au long de la compétition, les neuf premières places du classement symbolisent les neuf membres qui feront partie du nouveau groupe de K-pop créé à l'issue de Boys Planet. Les candidats qui intègrent le top 9 sont entièrement choisis grâce au vote du public, comme indiqué à la fin de chaque épisode. 
| # | Ép.1         | Ép.2               | Ép.5              | Ép.6              | Ép.8               | Ép.11             | Ép.12              |
| - | ------------ | ------------------ | ----------------- | ----------------- | ------------------ | ----------------- | ------------------ |
| 1 | Sung Han-bin | Sung Han-bin (→)   | Sung Han-bin (→)  | Sung Han-bin (→)  | Sung Han-bin (→)   | Sung Han-bin (→)  | Zhang Hao (↑1)     |
| 2 | Kim Ji-woong | Han Yu-jin (↑1)    | Seok Matthew (↑3) | Han Yu-jin (↑2)   | Zhang Hao (↑2)     | Zhang Hao (→)     | Sung Han-bin (↓1)  |
| 3 | Han Yu-jin   | Kim Ji-woong (↓1)  | Kim Ji-woong (→)  | Seok Matthew (↓1) | Han Yu-jin (↓1)    | Kim Ji-woong (↑2) | Seok Matthew (↑6)  |
| 4 | Lee Da-eul   | Kim Gyu-vin (↑1)   | Han Yu-jin (↓2)   | Zhang Hao (↑1)    | Seok Matthew (↓1)  | Kim Tae-rae (↑3)  | Ricky (↑4)         |
| 5 | Kim Gyu-vin  | Seok Matthew (↑27) | Zhang Hao (↑2)    | Kim Ji-woong (↓2) | Kim Ji-woong (→)   | Han Yu-jin (↓2)   | Park Gun-wook (↑7) |
| 6 | Lee Hoe-taek | Lee Hoe-taek (→)   | Kim Gyu-vin (↓2)  | Kim Gyu-vin (→)   | Kim Gyu-vin (→)    | Keita (↑2)        | Kim Tae-rae (↓2)   |
| 7 | Zhang Hao    | Zhang Hao (→)      | Lee Hoe-taek (↓1) | Kim Tae-rae (↑4)  | Kim Tae-rae (→)    | Kim Gyu-vin (↓1)  | Kim Gyu-vin (→)    |
| 8 | Anthonny     | Jay (↑22)          | Keita (↑6)        | Keita (→)         | Keita (→)          | Ricky (↑6)        | Kim Ji-woong (↓5)  |
| 9 | Kim Tae-rae  | Lee Da-eul (↓5)    | Jay (↓1)          | Jay (→)           | Park Gun-wook (↑2) | Seok Matthew (↓5) | Han Yu-jin (↓4)    |

## Audiences
| Ép. | Date de diffusion | Audience moyenne share (Nielsen Korea) | Audience moyenne share (Nielsen Korea) |
| Ép. | Date de diffusion | Corée du Sud                           | Séoul                                  |
| --- | ----------------- | -------------------------------------- | -------------------------------------- |
| 1 | 2 février 2023    | 0,379% (88ème)                         | N/A                                    |
| 2 | 9 février 2023    | 0,586% (51ème)                         | N/A                                    |
| 3 | 16 février 2023   | 0,821% (27ème)                         | 1,195% (8ème)                          |
| 4 | 23 février 2023   | 0,772% (27ème)                         | 1,000% (NC)                            |
| 5 | 2 mars 2023       | 0,803% (23ème)                         | 1.000% (NC)                            |
| 6 | 9 mars 2023       | 0,724% (25ème)                         | 1,067% (9ème)                          |
| 7 | 16 mars 2023      | 0,890% (21st)                          | 1,115% (7ème)                          |
| 8 | 23 mars 2023      | 0,884% (19ème)                         | 1,110% (9ème)                          |
| 9 | 30 mars 2023      | 0,865% (17ème)                         | 1,232% (9ème)                          |
| 10 | 6 avril 2023      | 0,878% (23ème)                         | 1,100% (NC)                            |
| 11 | 13 avril 2023     | 1,000% (14ème)                         | 1,396% (7ème)                          |
| 12 | 20 avril 2023     | 1,210% (6ème)                          | 1,657% (4ème)                          |
| Moyenne | Moyenne           | 0.818%                                 | 1.187%                                 |
| Épisode spécial | 30 décembre 2022  | N/A                                    | N/A                                    |
| - Dans le tableau ci-dessus les nombres en bleu représente les audiences les plus basses et les nombres en rouge représente les audiences les plus hautes. - N/A signifie que les audiences n'ont pas été communiquées. - NC indique que l'émission ne s'est pas classée dans le top 10 des programmes à cette date. - Cette émission a été diffusée sur une chaîne payante et qui a des audiences moins fortes que les chaînes gratuites sud-coréennes (KBS, SBS, MBC et EBS). |                   |                                        |                                        |

## Suites
En plus de Zerobaseone, plusieurs groupes ont été constitués avec des participants de l'émission comme Evnne, Ampers&One, TIOT, One Pact, Xlov ou TOZ.